# Alternaria oregonensis
Alternaria oregonensis är en svampart som beskrevs av E.G. Simmons 1994. Alternaria oregonensis ingår i släktet Alternaria och familjen Pleosporaceae.   Inga underarter finns listade i Catalogue of Life.